# Vihtajärvi (sjö i Hyrynsalmi, Kajanaland, Finland)
Vihtajärvi eller Vihtalampi är en sjö i Finland. Den ligger i kommunen Hyrynsalmi i landskapet Kajanaland, i den centrala delen av landet, 500 km norr om huvudstaden Helsingfors. Vihtajärvi ligger 201 meter över havet. Arean är 14,6 hektar och strandlinjen är 1,92 kilometer lång. Sjön  ingår i Uleälvens huvudavrinningsområde. 